# Acaulopage rhaphidospora
Acaulopage rhaphidospora är en svampart som beskrevs av Drechsler 1935. Acaulopage rhaphidospora ingår i släktet Acaulopage och familjen Zoopagaceae.   Inga underarter finns listade i Catalogue of Life.